# Metroperiella anatina
Metroperiella anatina är en mossdjursart som först beskrevs av Canu och Bassler 1927.  Metroperiella anatina ingår i släktet Metroperiella och familjen Bitectiporidae. Utöver nominatformen finns också underarten M. a. ligulata.